# Диаграма на класове
Диаграмата на класове се използва за описване на статичната структура на дадена система. Чрез нея се описват класове, обекти, пакети и връзките между тях. Тя е част от стандарта UML на организацията OMG.
Символът за клас в диаграмите на класове е правоъгълник. Той може да е разделен на три хоризонтални части, в които влизат съответно име заедно с атрибутите стереотипи, атрибути и операции.
В UML съществуват няколко стандартни стереотипа. Някои от тях са означени със специални символи за улеснение:
- Контролиращ клас
- Граничен клас
- Клас представляващ семантична единица (entity)